# Reto Perl
Reto Perl (* 23. November 1923; † 27. Februar 1987) war ein Schweizer Eishockeyspieler.   

## Karriere
Reto Perl nahm für die Schweizer Nationalmannschaft an den Olympischen Winterspielen 1948 in St. Moritz teil, bei denen er mit seiner Mannschaft die Bronzemedaille gewann. Im Turnierverlauf absolvierte er vier Spiele. Auf Vereinsebene spielte er für den HC Davos. 

## Erfolge und Auszeichnungen
- 1948 Bronzemedaille bei den Olympischen Winterspielen